# Hans Broges Gård
Hans Broges Gård er et fredet hus i Aarhus, Danmark. Bygningen blev opført i 1850 og den blev fredet den 6. september 1987. Huset ligger i Indre By på Mindegade tæt ved Aarhus Havn.
Hans Broges Gård blev opført af den prominente erhvervsmand og politiker Hans Broge, der var meget aktiv i byens udvikling, særligt med udvidelse af havnen og den begyndende industrielle fabrikker. Bygningen er opført i nyantik stil og en simplificeret version af empire. Den er i to etager, hvilket var typisk for byen på dette tidspunkt, med gesimser under vinduerne og en fremhævet sokkel. Den er bygget i mursten og pudset.